# IC 79
IC 79 је елиптична галаксија у сазвјежђу Кит која се налази на листи објеката дубоког неба у Индекс каталогу.
Деклинација објекта је - 15° 56' 54" а ректасцензија 1h 8m 49,7s. Привидна величина (магнитуда) објекта IC 79 износи 14,2 а фотографска магнитуда 15,2. IC 79 је још познат и под ознакама MCG -3-4-11, DRCG 4-16, PGC 4082.